# Голкошерст
Голкошерст (Erethizon) — рід мишоподібних ссавців з родини голкошерстових. Мешкає від Канади до півночі Мексики. Голкошерст канадський єдиний сучасний вид, але рід містить кілька викопних, найстарший з який датується пізнім пліоценом. Голкошерсти потрапили в Північну Америку під час Великого американського обміну після того, як Панамський перешийок піднявся 3 мільйони років тому.